# 아즈마촌 (나가노현 니시치쿠마군)
아즈마촌(吾妻村)은 나가노현 니시치쿠마군에 있던 촌이다. 현재의 기소군 나기소정에 해당한다.

## 역사
- 1889년 4월 1일 - 아즈마촌의 구역을 가지고 아즈마촌이 성립하였다.
- 1961년 1월 1일 - 요미카키촌, 아즈마촌 및 다다치촌이 합병해 나기소정이 성립하여, 동일 아즈마촌은 폐지되었다.

### 도로
- 국도 제19호선

## 참고문헌
- 角川日本地名大辞典 20 長野県